# Western Force

     franczyza Western Force
Western Force – australijski zespół rugby union z siedzibą w Perth utworzony w 2005 roku przez Western Australia Rugby Union w celu uczestniczenia w rozgrywkach Super Rugby. Obszarem franszyzy jest cały stan Australia Zachodnia.

## Historia
Idea stworzenia w Perth zespołu uczestniczącego w międzynarodowych rozgrywkach Super 12 sięga roku 2002, gdy powołano grupę mającą koordynować starania o rozszerzenie ligi i przyznanie jednej z licencji. Gdy SANZAR podjął decyzję o rozszerzeniu zawodów o dwie drużyny, do przetargu zaprosił także RugbyWA. Kandydaturę poparły finansowo władze stanu, a w grudniu 2004 roku ogłoszono, iż miejsce w rozgrywkach Super 14 otrzyma Australia Zachodnia pokonawszy konkurentów z Wiktorii. Po konsultacjach z miejscową społecznością w kwietniu 2005 roku ujawniono nazwę drużyny oraz jej logo i barwy – czarne, niebieskie i złote, symbolizujące niebo, wybrzeże i słońce.
Zespół początkowo rozgrywał domowe spotkania na Subiaco Oval, w 2010 roku przeniósł się jednak na Members Equity Stadium. Drużyna plasowała się w drugiej połowie tabeli, a najbliżej fazy play-off rozgrywek była w swoim dziewiątym sezonie.
Sezon 2017 był ostatnim sezonem drużyny w lidze Super Rugby, SANZAAR postanowiło zmniejszyć ligę z 18 do 15 zespołów. Federacja australijska po długim okresie decyzyjnym, który został nazwany przez media Super Rugby Saga, postanowiono nie wznawiać licencji Western Force na kolejny sezon Super Rugby. Cała sprawa odbiła się głośnym echem w Australii gdyż zarówno drużyna z Perth jak i Melbourne Rebels zapowiadały długą apelację w razie niekorzystnej decyzji.

## Trenerzy
- John Mitchell (2006–2010)
- Richard Graham (2011–2012)
- Phil Blake (2012) (tymczasowo)
- Michael Foley (2012–2016)
- David Wessels (od 2016)